# ブルーノ・マリオーニ
ブルーノ・マリオーニ（旧姓ヒメネス）（Bruno Marioni / Giménez, 1975年6月15日 - ）は、アルゼンチン・ブエノスアイレス州サン・ニコラス・デ・ロス・アロージョス出身の元サッカー選手、現サッカー指導者。現役時代のポジションはフォワード。

## 経歴
スポルティングCPではブルーノ・ヒメネスとして知られ、2シーズンをポルトガルで過ごす。1999年に自身の父親が祖父ルイジ・マリオーニと再会したことを機に、父方の姓に改名した。その後CAインデペンディエンテに移籍し、2000年にはビジャレアルCFで1シーズン過ごした。2001年にインデペンディエンテに復帰するが、2001年には再度スペインに渡りCDテネリフェに移籍した。再びインデペンディエンテに加入した後、すぐにUNAMプーマスに移籍した。2004クラウスーラでは16得点で得点王となり、2005年のコパ・スダメリカーナでは7得点で得点王になった。2006アペルトゥーラでは11得点で2度目の得点王となった。
2009年11月12日を以て現役を引退した。
2017年1月より、アスセンソMXのベナドスFCの監督に就任した。

## タイトル

### クラブ
UNAMプーマス
- プリメーラ・ディビシオン : 2004クラウスーラ

ボカ・ジュニアーズ
- コパ・リベルタドーレス : 2007

### 個人
UNAMプーマス
- プリメーラ・ディビシオン得点王 : 2004クラウスーラ（18得点）, 2006アペルトゥーラ（15得点）
- コパ・スダメリカーナ得点王 : 2005（7得点）

パチューカ
- インテルリーガ得点王 : 2008（5得点）